# Thiên niên kỷ 7
Thiên niên kỷ 7 là khoảng thời gian tính từ năm 6001 đến hết năm 7000, nghĩa là bằng 1000 năm, trong lịch Gregory.